# Jan Vos (voetballer)
Jan Vos (Utrecht, 17 april 1888 – Dordrecht, 25 augustus 1939) was een Nederlands voetballer.

## Clubvoetbal
Vos kwam uit voor de Utrechtse vereniging UVV, waarmee hij in 1916/17 kampioen van de westelijke eerste klasse werd. In 1906 was hij overgekomen van het pas ontbonden U.F.C., een Utrechtse derdeklasser. In de zomer van 1918 vroeg Vos overschrijving aan naar HBS. Hij trok zijn overschrijvingsverzoek echter weer in. Dat seizoen kwam hij ook niet meer voor UVV uit in verband met een knieblessure. In 1919/20 maakte Vos weer als vanouds zijn doelpunten voor UVV. In 1921 maakte Vos de overstap naar het juist naar de overgangsklasse gedegradeerde Sparta. Mede door zijn doelpunten werd Sparta kampioen en keerde het na een jaar afwezigheid weer terug op het hoogste niveau. Het bleef voor Vos bij dit ene seizoen want vanaf de zomer van 1922 kwam hij uit voor D.F.C. Na twee seizoenen te Dordrecht gespeeld te hebben, keerde hij in 1924 op 36-jarige leeftijd weer terug naar UVV. De laatste twee jaar van zijn loopbaan was hij niet langer bezig met doelpunten te maken maar probeerde hij ze juist te voorkomen. Waar hij zijn hele leven linksbinnen was geweest sloot hij zijn loopbaan op 3 oktober 1926 af als linksachter in de uitwedstrijd tegen FC Hilversum. Anderhalf jaar eerder, op 18 januari 1925 maakte hij zijn beide laatste competitiedoelpunten in de met 4-5 gewonnen uitwedstrijd tegen D.F.C.

## Vertegenwoordigend voetbal
Vos maakte zijn debuut in het Nederlands voetbalelftal in 1912 in de uitwedstrijd tegen het Engels amateurelftal. De prestatie waardoor hij in de Nederlandse voetbalgeschiedenis voortleeft, leverde hij tijdens de Olympische Zomerspelen 1912 in Stockholm. In de met 9-0 gewonnen wedstrijd om de bronzen medaille tegen Finland scoorde hij vijfmaal. Hiermee is Vos nog altijd de Oranje-speler die de meeste doelpunten in één interland maakte, al werd zijn prestatie geëvenaard door Leen Vente (1934), John Bosman (1987) en Marco van Basten (1990). In totaal kwam Vos vijftien keer voor het Nederlands elftal uit, waarin hij tien goals maakte.

## Trainerscarrière
Vos was ook één seizoen coach van PSV.